# Список эпизодов телесериала «Звёздный крейсер „Галактика“» (2003—2009)
Ниже приведён список и описание эпизодов американско-британского фантастического телевизионного сериала 2004 года «Звёздный крейсер „Галактика“», а также связанных с телесериалом фильмов и веб-эпизодов.
Ремейк телесериала 1978 года изначально возник как двухсерийный телефильм (мини-сериал), который был впервые показан на американском телеканале Sci Fi Channel 8 и 9 декабря 2003 года. После успешного показа стал началом полноценного телесериала, который вышел на телеканале Sky One в Великобритании и Ирландии 18 октября 2004 года и на канале Sci Fi в США 14 октября 2005 года. Телесериал (англоязычная версия) полностью выпущен на DVD и Blu-ray. Мини-сериал и все сезоны сериала также доступны для скачивания и онлайн просмотров на iTunes Store, Xbox Live и Netflix в США.
Со второго сезона в каждой серии показывается количество выживших — официальная статистика выживших колонистов во флоте «Галактики». Эта цифра показана в начале каждого эпизода в начальных титрах. Президент Лора Розлин ведет счёт и записывает его на доске в своём кабинете. Число уменьшается, когда люди гибнут, и увеличивается, когда рождаются дети или находятся новые выжившие. Этот счёт не показывается в начале третьего сезона, но появляется вновь в эпизоде «Коллаборационисты».

## Мини-сериал (2003)
Телевизионный фильм, ставший пилотным эпизодом телесериала, впервые вышел в эфир на телеканале Sci Fi Channel в виде двух полуторачасовых серий.
| № эпизода | Дата премьеры                                         | Название                                                                      | Режиссёр     | Сценарий       | Число выживших |
| --- | ----------------------------------------------------- | ----------------------------------------------------------------------------- | ------------ | -------------- | -------------- |
| 1 | 17 февраля 2004 (Великобритания) 8 декабря 2003 (США) | «Battlestar Galactica. Part 1» (рус. «Звёздный крейсер „Галактика“. Часть 1») | Майкл Раймер | Рональд Д. Мур |                |
| Торжественная церемония списания звёздного крейсера «Галактика» прерывается неожиданной и сокрушительной атакой Двенадцати колоний Кобола сайлонами.                                      |                                                       |                                                                               |              |                |                |
| |                                                       |                                                                               |              |                |                |
| 2 | 17 февраля 2004 (Великобритания) 9 декабря 2003 (США) | «Battlestar Galactica. Part 2» (рус. «Звёздный крейсер „Галактика“. Часть 2») | Майкл Раймер | Рональд Д. Мур | 50 298         |
| Пока колонии беспощадно атакуются сайлонами, звёздный крейсер «Галактика» предпринимает попытки перегруппировать сохранившиеся военные силы Колониального флота и подготовить контратаку. |                                                       |                                                                               |              |                |                |

## Сезон 1 (2004—2005)
Первый сезон состоит из 13 серий продолжительностью ~43 минуты. Премьерный показ состоялся на телеканале Sky One.
| № эпизода | Дата премьеры                                         | Название                                                                   | Режиссёр             | Сценарий                                   | Число выживших |
| --- | ----------------------------------------------------- | -------------------------------------------------------------------------- | -------------------- | ------------------------------------------ | -------------- |
| 1 (101) | 18 октября 2004 (Великобритания) 14 января 2005 (США) | «33» (англ. «33»)                                                          | Майкл Раймер         | Рональд Д. Мур                             | 49 998         |
| Во время исхода выжившего человечества из Двенадцати колоний Кобола флот атакуется сайлонами каждые 33 минуты, вынуждая людей в борьбе за своё выживание забыть о сне. |                                                       |                                                                            |                      |                                            |                |
| |                                                       |                                                                            |                      |                                            |                |
| 2 (102) | 25 октября 2004 (Великобритания) 14 января 2005 (США) | «Вода» (англ. «Water»)                                                     | Марита Грабяк        | Рональд Д. Мур                             | 47 973         |
| Взрыв на борту звёздного крейсера «Галактика» вынуждает экстренно организовывать поиск воды. |                                                       |                                                                            |                      |                                            |                |
| |                                                       |                                                                            |                      |                                            |                |
| 3 (103) | 1 ноября 2004 (Великобритания) 21 января 2005 (США)   | «День взятия Бастилии» (англ. «Bastille Day»)                              | Аллен Крокер         | Тони Грапиа                                | 47 958         |
| Как только во флоте вспыхнуло «водное» восстание, Ли Адама (Аполло) пытается убедить заключенных, содержащихся на борту «Звёздной королевы» (англ. Astral Queen) помочь со сбором воды. Однако появление известного террориста Тома Зарека осложнило реализацию его плана. |                                                       |                                                                            |                      |                                            |                |
| |                                                       |                                                                            |                      |                                            |                |
| 4 (104) | 8 ноября 2004 (Великобритания) 28 января 2005 (США)   | «Жест раскаяния» (англ. «Act of Contrition»)                               | Рон Харди            | Брэдли Томпсон Дэвид Веддл                 | 47 958         |
| После трагедии в палубном ангаре, Кара Трейс (Старбак) начинает тренировку новых пилотов, что вызывает в ней воспоминания о её ученике и женихе Заке Адама. |                                                       |                                                                            |                      |                                            |                |
| |                                                       |                                                                            |                      |                                            |                |
| 5 (105) | 15 ноября 2004 (Великобритания) 4 февраля 2005 (США)  | «Ты не можешь вернуться домой» (англ. «You Can’t Go Home Again»)           | Серджо Мимика-Геззан | Карла Робинсон                             | 47 945         |
| Пока Старбак пытается выбраться с бесплодной планеты, на которой она оказалась после крушения вайпера, Уильям Адама и Аполло рискуют всем, чтобы найти её, что приводит к их напряженным отношениям с Солом Тайем и Лорой Розлин.                                          |                                                       |                                                                            |                      |                                            |                |
| |                                                       |                                                                            |                      |                                            |                |
| 6 (106) | 22 ноября 2004 (Великобритания) 11 февраля 2005 (США) | «Лакмус» (англ. «Litmus»)                                                  | Род Харди            | Джефф Вламинг                              | 47 945         |
| В результате успешного теракта сайлонского «камикадзе», Адама принимает решение сформировать независимый трибунал по расследованию сайлонской угрозы во флоте. |                                                       |                                                                            |                      |                                            |                |
| |                                                       |                                                                            |                      |                                            |                |
| 7 (107) | 29 ноября 2004 (Великобритания) 18 февраля 2005 (США) | «Шесть степеней отчуждения» (англ. «Six Degrees of Separation»)            | Роберт М. Янг        | Майкл Анджели                              | 47 942         |
| Гай Балтар встречается с Шестёркой во плоти и попадает под следствие по обвинению в помощи сайлонам в их геноциде против человечества и уничтожении колоний. |                                                       |                                                                            |                      |                                            |                |
| |                                                       |                                                                            |                      |                                            |                |
| 8 (108) | 6 декабря 2004 (Великобритания) 25 февраля 2005 (США) | «Плоть и кости» (англ. «Flesh and Bone»)                                   | Брэд Тёрнер          | Тони Грапиа                                | 47 938         |
| Старбак допрашивает захваченного сайлона по имени Леобен Коной, а Лору Розлин посещают странные видения с этим же сайлоном. |                                                       |                                                                            |                      |                                            |                |
| |                                                       |                                                                            |                      |                                            |                |
| 9 (109) | 13 декабря 2004 (Великобритания) 4 марта 2005 (США)   | «Подозрения» (англ. «Tigh Me Up, Tigh Me Down»)                            | Эдвард Джеймс Олмос  | Джефф Вламинг                              | 47 905         |
| Пока Розлин пытается доказать, что Адама — сайлон, Сол Тай встречается со своей старой знакомой. |                                                       |                                                                            |                      |                                            |                |
| |                                                       |                                                                            |                      |                                            |                |
| 10 (110) | 3 января 2005 (Великобритания) 11 марта 2005(США)     | «Божья десница» (англ. «The Hand of God»)                                  | Джефф Вулноф         | Брэдли Томпсон Дэвид Веддл                 | 47 905         |
| В связи с огромной нехваткой топлива во флоте, команда крейсера планирует смелую операцию по захвату сайлонов, контролирующих астероид с тиллиумом. |                                                       |                                                                            |                      |                                            |                |
| |                                                       |                                                                            |                      |                                            |                |
| 11 (111) | 10 января 2005 (Великобритания) 18 марта 2005 (США)   | «Колониальный день» (англ. «Colonial Day»)                                 | Йонас Пате           | Карла Робинсон                             | 47 898         |
| Во время празднование годовщины Колониального акта, Лора Розлин воссоздаёт Кворум Двенадцати. Однако неожиданное избрание Тома Зарека в Кворум создаёт для Розлин политическую угрозу.                                                                                     |                                                       |                                                                            |                      |                                            |                |
| |                                                       |                                                                            |                      |                                            |                |
| 12 (112) | 17 января 2005 (Великобритания) 25 марта 2005 (США)   | «Последнее сияние Кобола. Часть 1» (англ. «Kobol’s Last Gleaming. Part 1») | Майкл Раймер         | Дэвид Эйк (идея) Рональд Д. Мур (сценарий) | 47 897         |
| Обнаружение потерянной колыбели человечества приводит к разногласию между Розлин и Адамой. |                                                       |                                                                            |                      |                                            |                |
| |                                                       |                                                                            |                      |                                            |                |
| 13 (113) | 24 января 2005 (Великобритания) 1 апреля 2005 (США)   | «Последнее сияние Кобола. Часть 2» (англ. «Kobol’s Last Gleaming. Part 2») | Майкл Раймер         | Дэвид Эйк (идея) Рональд Д. Мур (сценарий) | 47 887         |
| Политические разногласия между Розлин и Адамой ставят Аполло перед трудным выбором, в то время как Старбак возвращается на Каприку по поручению президента. |                                                       |                                                                            |                      |                                            |                |

## Сезон 2 (2005—2006)
| № эпизода | Заголовок                                                           | Первый показ (UK) | Первый показ (U.S.) | Режиссёр             | Сценарий                                          | Число выживших |
| --- | ------------------------------------------------------------------- | ----------------- | ------------------- | -------------------- | ------------------------------------------------- | -------------- |
| |                                                                     |                   |                     |                      |                                                   |                |
| 14 (201) | «Scattered» (рус. «Разделённые»)                                    | 10 января 2006    | 15 июля 2005        | Майкл Раймер         | Брэдли Томпсон Дэвид Веддл                        | 47 875         |
| Поскольку Адама находится в критическом состоянии в лазарете, Сол Тай решается принять командование «Галактикой», но вскоре ситуация выходит из-под контроля, когда флот и «Галактика» совершают прыжок в разные области.            |                                                                     |                   |                     |                      |                                                   |                |
| |                                                                     |                   |                     |                      |                                                   |                |
| 15 (202) | «Valley of Darkness» (рус. «Долина тьмы»)                           | 17 января 2006    | 22 июля 2005        | Майкл Раймер         | Брэдли Томпсон Дэвид Веддл                        | 47 874         |
| Сайлонская абордажная команда наносит ущерб кораблю, в то время как члены команды на планете Кобол изо всех сил пытаются остаться в живых.                                                                                           |                                                                     |                   |                     |                      |                                                   |                |
| |                                                                     |                   |                     |                      |                                                   |                |
| 16 (203) | «Fragged» (рус. «Испытание властью»)                                | 24 января 2006    | 29 июля 2005        | Серджо Мимика-Геззан | Доун Прествич Николь Йоркин                       | 47 862         |
| Тай, подавленный тяжестью командования, сталкивается со всё нарастающей политической напряжённостью во флоте. |                                                                     |                   |                     |                      |                                                   |                |
| |                                                                     |                   |                     |                      |                                                   |                |
| 17 (204) | «Resistance» (рус. «Сопротивление»)                                 | 31 января 2006    | 5 августа 2005      | Аллен Крокер         | Тони Грапиа                                       | 47 861         |
| Сол Тай объявляет военное положение, что разжигает волну протестов во флоте. Тем временем Кара Трейс и Карл Агатон (Хило) обнаруживают новых выживших на Каприке.                                                                    |                                                                     |                   |                     |                      |                                                   |                |
| |                                                                     |                   |                     |                      |                                                   |                |
| 18 (205) | «The Farm» (рус. «Ферма»)                                           | 7 февраля 2006    | 12 августа 2005     | Род Харди            | Карла Робинсон                                    | 47 857         |
| Уильям Адама и Лора Розлин борются за сердца и умы населения флота, а Старбак оказывается запертой в больнице, якобы принадлежащей сопротивлению.                                                                                    |                                                                     |                   |                     |                      |                                                   |                |
| |                                                                     |                   |                     |                      |                                                   |                |
| 19 (206) | «Home. Part 1» (рус. «Дом. Часть 1»)                                | 14 февраля 2006   | 19 августа 2005     | Серджо Мимика-Геззан | Дэвид Эйк                                         | 47 858         |
| По возвращении Старбак Лора Розлин даёт ей задание, связанное с гробницей Афины, в то время как Уильям Адама усиленно пытается заменить членов команды, участвующих в мятеже Розлин.                                                 |                                                                     |                   |                     |                      |                                                   |                |
| |                                                                     |                   |                     |                      |                                                   |                |
| 20 (207) | «Home. Part 2» (рус. «Дом. Часть 2»)                                | 21 февраля 2006   | 26 августа 2005     | Джефф Вулнаф         | Дэвид Эйк и Рональд Д. Мур                        | 47 855         |
| Розлин и её сторонники продолжают свои поиски гробницы Афины на Коболе, а Адама совершает обходной манёвр с целью воссоединить флот.                                                                                                 |                                                                     |                   |                     |                      |                                                   |                |
| |                                                                     |                   |                     |                      |                                                   |                |
| 21 (208) | «Final Cut» (рус. «Окончательный монтаж»)                           | 28 февраля 2006   | 9 сентября 2005     | Роберт М. Янг        | Марк Верхейден                                    | 47 853         |
| Флотскому журналисту дают неограниченный доступ к «Галактике» и её команде для создания репортажа. |                                                                     |                   |                     |                      |                                                   |                |
| |                                                                     |                   |                     |                      |                                                   |                |
| 22 (209) | «Flight of the Phoenix» (рус. «Полёт Феникса»)                      | 7 марта 2006      | 16 сентября 2005    | Майкл Нанкин         | Брэдли Томпсон Дэвид Веддл                        | 47 853         |
| Команда «Галактики» делает всё, чтобы сдержать сайлонский компьютерный вирус, распространяющийся по всем системам корабля, в то время как Тирол начинает проект по созданию новой модели корабля-истребителя.                        |                                                                     |                   |                     |                      |                                                   |                |
| |                                                                     |                   |                     |                      |                                                   |                |
| 23 (210) | «Pegasus» (рус. «Пегас»)                                            | 14 марта 2006     | 23 сентября 2005    | Майкл Раймер         | Энн Кофелл Сондерс                                | 49 605         |
| С прибытием звёздного крейсера «Пегас» флот становится сильнее. Однако Адама вскоре начинает беспокоиться по поводу адмирала Элен Кейн — командира «Пегаса» и нового командующего флотом.                                            |                                                                     |                   |                     |                      |                                                   |                |
| |                                                                     |                   |                     |                      |                                                   |                |
| 24 (211) | «Resurrection Ship. Part 1» (рус. «Корабль воскрешения. Часть 1»)   | 21 марта 2006     | 6 января 2006       | Майкл Раймер         | Энн Кофелл Сондерс (идея) Майкл Раймер (сценарий) | 49 604         |
| Противостояние «Галактики» и «Пегаса» мешает исследованию таинственного сайлонского корабля. |                                                                     |                   |                     |                      |                                                   |                |
| |                                                                     |                   |                     |                      |                                                   |                |
| 25 (212) | «Resurrection Ship. Part 2» (рус. «Корабль воскрешения. Часть 2»)   | 21 марта 2006     | 13 января 2006      | Майкл Раймер         | Майкл Раймер Рональд Д. Мур                       | 49 604         |
| Битва за уничтожение корабля воскрешения начинается, одновременно с этим Адама и Кейн строят планы по захвату командования военными силами флота.                                                                                    |                                                                     |                   |                     |                      |                                                   |                |
| |                                                                     |                   |                     |                      |                                                   |                |
| 26 (213) | «Epiphanies» (рус. «Прозрения»)                                     | 28 марта 2006     | 20 января 2006      | Род Харди            | Джоэль Андерсон Томпсон                           | 49 598         |
| Розлин, находясь на смертном одре, вспоминает свои последние дни на Каприке и приходит к удивительным открытиям. А тем временем группа сочувствующих стремится к заключению мира с сайлонами.                                        |                                                                     |                   |                     |                      |                                                   |                |
| |                                                                     |                   |                     |                      |                                                   |                |
| 27 (214) | «Black Market» (рус. «Чёрный рынок»)                                | 4 апреля 2006     | 27 января 2006      | Джеймс Хед           | Марк Верхейден                                    | 49 597         |
| Убийство старшего Колониального офицера становится предпосылкой проведения расследования Аполло в отношении необузданного чёрного рынка на флоте.                                                                                    |                                                                     |                   |                     |                      |                                                   |                |
| |                                                                     |                   |                     |                      |                                                   |                |
| 28 (215) | «Scar» (рус. «Шрам»)                                                | 11 апреля 2006    | 3 февраля 2006      | Майкл Нанкин         | Брэдли Томпсон Дэвид Веддл                        | 49 593         |
| Психическое состояние Старбак оказывается в центре внимания, поскольку истребители «Галактики» охотятся за опытным сайлонским рейдером, прозванным «Шрамом».                                                                         |                                                                     |                   |                     |                      |                                                   |                |
| |                                                                     |                   |                     |                      |                                                   |                |
| 29 (216) | «Sacrifice» (рус. «Жертва»)                                         | 18 апреля 2006    | 10 февраля 2006     | Рэй Вильялобос       | Энн Кофелл Сондерс                                | 49 590         |
| Террористы берут заложников на борту «Девятого неба», требуя обменять их на сайлонов, заключенных на борту «Галактики». |                                                                     |                   |                     |                      |                                                   |                |
| |                                                                     |                   |                     |                      |                                                   |                |
| 30 (217) | «The Captain’s Hand» (рус. «Рука капитана»)                         | 25 апреля 2006    | 17 февраля 2006     | Серджо Мимика-Геззан | Джефф Вламинг                                     | 49 584         |
| Аполло и Старбак конфликтуют с властолюбивым новым командером «Пегаса», в то время как Розлин принимает решение по очень горячей политической проблеме, возникшей после прибытия безбилетника на «Галактику».                        |                                                                     |                   |                     |                      |                                                   |                |
| |                                                                     |                   |                     |                      |                                                   |                |
| 31 (218) | «Downloaded» (рус. «Скачано»)                                       | 2 мая 2006        | 24 февраля 2006     | Джефф Вулнаф         | Брэдли Томпсон Дэвид Веддл                        | 49 579         |
| Лора Розлин и Адама пытаются решить, что делать с первым гибридом человека и сайлона, в то время как Шэрон Валери переживает тяжёлые роды. Тем временем Каприканская шестёрка и Шэрон (Бумер) загружены и рождены заново на Каприке. |                                                                     |                   |                     |                      |                                                   |                |
| |                                                                     |                   |                     |                      |                                                   |                |
| 32 (219) | «Lay Down Your Burden. Part 1» (рус. «Сбрось своё бремя. Часть 1»)  | 9 мая 2006        | 3 марта 2006        | Майкл Раймер         | Рональд Д. Мур                                    | 49 579         |
| Выборы президента всё ближе, а новое открытие способно совершенно изменить их исход. Тем временем Кара Трейс ведёт команду назад на Каприку, чтобы разыскать членов сопротивления.                                                   |                                                                     |                   |                     |                      |                                                   |                |
| |                                                                     |                   |                     |                      |                                                   |                |
| 33 (220) | «Lay Down Your Burdens. Part 2» (рус. «Сбрось своё бремя. Часть 2») | 16 мая 2006       | 10 марта 2006       | Майкл Раймер         | Энн Кофелл Сондерс Марк Верхейден                 | 49 550         |
| В ходе выборов Старбак возвращается со своего задания вместе с сайлоном, доставившем неожиданное послание для Адамы и Лоры Розлин.                                                                                                   |                                                                     |                   |                     |                      |                                                   |                |

## Сопротивление (веб-эпизоды)
| Название | Премьера первого эпизода | Премьера последнего эпизода | Количество эпизодов | Режиссёр  | Сценарий                   |
| --- | ------------------------ | --------------------------- | ------------------- | --------- | -------------------------- |
| «Battlestar Galactica: The Resistance» (англ. Звёздный крейсер «Галактика»: Сопротивление) | 5 сентября 2006          | 5 октября 2006              | 10                  | Уэйн Роуз | Брэдли Томпсон Дэвид Веддл |
| В десяти коротких сериях, размещавшихся постепенно в Интернете на официальном сайте, хроника событий разворачивается вокруг усилий полковника Тая, шефа Тирол и других повстанцев по созданию эффективного движения сопротивления против сил сайлонов, оккупировавших Новую Каприку. |                          |                             |                     |           |                            |

## Сезон 3 (2006—2007)
| № эпизода | Заголовок                                                                       | Первый показ (UK) | Первый показ (U.S.) | Режиссёр              | Сценарий                          | Число выживших |
| --- | ------------------------------------------------------------------------------- | ----------------- | ------------------- | --------------------- | --------------------------------- | -------------- |
| |                                                                                 |                   |                     |                       |                                   |                |
| 34 (301) | «Occupation» (рус. «Оккупация»)                                                 | 9 января 2007     | 6 октября 2006      | Серджо Мимика-Геззан  | Рональд Д. Мур                    | не указано     |
| Четыре месяца в условиях оккупации сайлонами Новой Каприки, движение сопротивления продолжает борьбу как против сайлонов, так и против перебежчиков, поддерживающих режим сайлонов. Тем временем Уильям Адама и Аполло спорят по поводу плана спасения колонистов.        |                                                                                 |                   |                     |                       |                                   |                |
| |                                                                                 |                   |                     |                       |                                   |                |
| 35 (302) | «Precipice» (рус. «Пропасть»)                                                   | 9 января 2007     | 6 октября 2006      | Серджо Мимика-Геззан  | Рональд Д. Мур                    | не указано     |
| Этика террора смертников обсуждается среди лидеров сопротивления, поскольку сайлоны предписывают жёстокие меры для гражданского населения, чтобы подавить готовящийся мятеж.                                                                                              |                                                                                 |                   |                     |                       |                                   |                |
| |                                                                                 |                   |                     |                       |                                   |                |
| 36 (303) | «Exodus. Part 1» (рус. «Исход. Часть 1»)                                        | 16 января 2007    | 13 октября 2006     | Феликс Энрико Алькала | Брэдли Томпсон Дэвид Веддл        | не указано     |
| Бойцы сопротивления на Новой Каприке и оставшиеся в пределах флота, делают заключительные приготовления к эвакуации планеты, в то время как Тройку посещают необычные видения, которые ведут её к человеческому оракулу.                                                  |                                                                                 |                   |                     |                       |                                   |                |
| |                                                                                 |                   |                     |                       |                                   |                |
| 37 (304) | «Exodus. Part 2» (рус. «Исход. Часть 2»)                                        | 23 января 2007    | 20 октября 2006     | Феликс Энрико Алькала | Брэдли Томпсон Дэвид Веддл        | не указано     |
| С возвращением «Галактики», повстанцы на Новой Каприке начинают всеобщее восстание в попытке эвакуировать захваченных колонистов. |                                                                                 |                   |                     |                       |                                   |                |
| 38 (305) | «Collaborators» (рус. «Коллаборационисты»)                                      | 30 января 2007    | 27 октября 2006     | Майкл Раймер          | Марк Верхейден                    | 41 435         |
| «Круг», секретный трибунал на борту «Галактики», решает судьбу тех колонистов, кто сотрудничал с сайлонами во время оккупации Новой Каприки. |                                                                                 |                   |                     |                       |                                   |                |
| |                                                                                 |                   |                     |                       |                                   |                |
| 39 (306) | «Torn» (рус. «Разрыв»)                                                          | 6 февраля 2007    | 3 ноября 2006       | Жан Де Сегонзак       | Энн Кофелл Сондерс                | 41 422         |
| Пока Старбак и Тай сеют семена недовольства среди членов команды «Галактики», Балтар пытается помочь сайлонам решить проблему распространяющегося среди представителей их расы смертельного вируса.                                                                       |                                                                                 |                   |                     |                       |                                   |                |
| |                                                                                 |                   |                     |                       |                                   |                |
| 40 (307) | «A Measure of Salvation» (рус. «Цена спасения»)                                 | 13 февраля 2007   | 10 ноября 2006      | Билл Иглз             | Майкл Анджели                     | 41 420         |
| В связи с обнаружением сайлонского базового корабля, Уильям Адама и Лора Розлин обсуждают этичность возможности использования биологического оружия против сайлонов для их полного уничтожения.                                                                           |                                                                                 |                   |                     |                       |                                   |                |
| |                                                                                 |                   |                     |                       |                                   |                |
| 41 (308) | «Hero» (рус. «Герой»)                                                           | 20 февраля 2007   | 17 ноября 2006      | Майкл Раймер          | Дэвид Эйк                         | 41 421         |
| Уильям Адама противостоит одному из самых темных моментов его карьеры, когда «Бульдог», пилот Новачек, считавшийся погибшим во время выполнения секретного задания до начала войны, сбегает с корабля сайлонов и прибывает на «Галактику».                                |                                                                                 |                   |                     |                       |                                   |                |
| |                                                                                 |                   |                     |                       |                                   |                |
| 42 (309) | «Unfinished Business» (рус. «Неоконченные дела»)                                | 27 февраля 2007   | 1 декабря 2006      | Роберт М. Янг         | Майкл Тейлор                      | 41 422         |
| Чтобы ослабить напряжение в отношениях среди членов экипажа, на «Галактике» проводятся матчи по боксу между различными членами команды, в то время как ретроспективные кадры показывают сцены ссоры Ли Адама и Старбак на Новой Каприке.                                  |                                                                                 |                   |                     |                       |                                   |                |
| |                                                                                 |                   |                     |                       |                                   |                |
| 43 (310) | «The Passage» (рус. «Переход»)                                                  | 6 марта 2007      | 8 декабря 2006      | Майкл Нанкин          | Джейн Эспенсон                    | 41 420         |
| Когда снабжение продовольствием флота осложнилось, пилоты «Галактики» должны вести корабли через опасное звёздное скопление. Тем временем Кэт пытается противостоять неожиданно напомнившей о себе тайне из её прошлого.                                                  |                                                                                 |                   |                     |                       |                                   |                |
| |                                                                                 |                   |                     |                       |                                   |                |
| 44 (311) | «The Eye of Jupiter» (рус. «Око Юпитера»)                                       | 13 марта 2007     | 15 декабря 2006     | Майкл Раймер          | Марк Верхейден                    | 41 402         |
| Собирая морские водоросли на пустошах планеты, чтобы использовать их в качестве пищи, Тирол обнаруживает Храм, построенный тринадцатым племенем. Однако начинается напряженное противостояние, когда сайлоны также прибывают на планету в поисках Земли.                  |                                                                                 |                   |                     |                       |                                   |                |
| |                                                                                 |                   |                     |                       |                                   |                |
| 45 (312) | «Rapture» (рус. «Вознесение»)                                                   | 20 марта 2007     | 21 января 2007      | Майкл Раймер          | Брэдли Томпсон Дэвид Веддл        | 41 401         |
| Противостояние людей и сайлонов из-за таинственного Ока Юпитера достигает финала. На планете водорослей сайлоны Д’Анна Бирс, брат Кэвил, Балтар и команда центурионов собираются взять штурмом Храм, где как уверены люди и сайлоны, спрятана информация о пути на Землю. |                                                                                 |                   |                     |                       |                                   |                |
| |                                                                                 |                   |                     |                       |                                   |                |
| 46 (313) | «Taking a Break from All Your Worries» (рус. «Отдохните от всех своих проблем») | 27 марта 2007     | 28 января 2007      | Эдвард Джеймс Олмос   | Майкл Тейлор                      | 41 403         |
| Балтара допрашивают на «Галактике», а небольшой бар под названием «У Джо» становится центром конфликта Ли, Дуаллы, Старбак и Андерса. |                                                                                 |                   |                     |                       |                                   |                |
| |                                                                                 |                   |                     |                       |                                   |                |
| 47 (314) | «The Woman King» (рус. «Власть женщины»)                                        | 3 апреля 2007     | 11 февраля 2007     | Майкл Раймер          | Майкл Анджели                     | 41 401         |
| Карл Агатон, дежуря в карантине, подозревает, что один из врачей убивает пациентов-сагиттарионцев. |                                                                                 |                   |                     |                       |                                   |                |
| |                                                                                 |                   |                     |                       |                                   |                |
| 48 (315) | «A Day in the Life» (рус. «Один день из жизни»)                                 | 10 апреля 2007    | 18 февраля 2007     | Род Харди             | Марк Верхейден                    | 41 398         |
| Кэлли и шеф Тирол посылаются в отсек, где обнаруживается опасная пробоина в борту корабля. Уильям Адама болезненно переживает воспоминания, связанные с женой и годовщиной их свадьбы.                                                                                    |                                                                                 |                   |                     |                       |                                   |                |
| |                                                                                 |                   |                     |                       |                                   |                |
| 49 (316) | «Dirty Hands?» (рус. «Грязные руки»)                                            | 17 апреля 2007    | 25 февраля 2007     | Уэйн Роуз             | Джейн Эспенсон Энн Кофелл Сондерс | 41 400         |
| После событий, связанных со смертельными несчастными случаями на производстве, президент Лора Розлин и шеф Тирол противостоят друг другу, ища поддержки у адмирала Адама, чтобы улучшить и сделать безопасными условия труда во всем флоте.                               |                                                                                 |                   |                     |                       |                                   |                |
| |                                                                                 |                   |                     |                       |                                   |                |
| 50 (317) | «Maelstrom» (рус. «Вихрь»)                                                      | 24 апреля 2007    | 4 марта 2007        | Майкл Нанкин          | Брэдли Томпсон Дэвид Веддл        | 41 400         |
| Прошлое Кары напоминает ей о себе, её друзья переживают за неё, обеспокоенные её пошатнувшимся психическим здоровьем. |                                                                                 |                   |                     |                       |                                   |                |
| |                                                                                 |                   |                     |                       |                                   |                |
| 51 (318) | «The Son Also Rises» (рус. «И сын поднимается»)                                 | 24 апреля 2007    | 11 марта 2007       | Роберт М. Янг         | Майкл Анджели                     | 41 399         |
| После совершения нескольких покушений на адвокатов, представляющих Балтара в будущим судебном процессе, Уильям Адама просит Ли охранять нового представителя Балтара. |                                                                                 |                   |                     |                       |                                   |                |
| |                                                                                 |                   |                     |                       |                                   |                |
| 52 (319) | «Crossroads. Part 1» (рус. «Перекрестки. Часть 1»)                              | 1 мая 2007        | 18 марта 2007       | Майкл Раймер          | Майкл Тейлор                      | не указано     |
| Страсти накаляются в связи с началом судебного процесса на Балтаром. Каприканская шестёрка пробуждает воспоминания полковника Тая о своей жене. |                                                                                 |                   |                     |                       |                                   |                |
| |                                                                                 |                   |                     |                       |                                   |                |
| 53 (320) | «Crossroads. Part 2» (рус. «Перекрестки. Часть 2»)                              | 1 мая 2007        | 25 марта 2007       | Майкл Раймер          | Марк Верхейден                    | не указано     |
| Суд выносит вердикт по делу Гая Балтара. Флот совершает прыжок в Ионную туманность, четверо из пяти оставшихся сайлонов открывают для самих себя свою истинную сущность.                                                                                                  |                                                                                 |                   |                     |                       |                                   |                |

## Лезвие (веб-эпизоды)
| Название | Премьера певого эпизода | Премьера последнего эпизода | Количество эпизодов | Режиссёр                        | Сценарий     |
| --- | ----------------------- | --------------------------- | ------------------- | ------------------------------- | ------------ |
| «Battlestar Galactica: Razor Flashback» (англ. Звёздный крейсер «Галактика»: Лезвие. Ретроспекция) | 5 октября 2007          | 16 ноября 2007              | 7                   | Уэйн Роуз Феликс Энрико Алькала | Майкл Тэйлор |
| Лейтенант Уильям Адама начинает свою службу на борту звёздного крейсера «Галактика», вместе с другими пилотами, сражающимися против сайлонов. В последний день Первой сайлонской войны ему удается обнаружить секретную лабораторию сайлонов, где проводятся опыты над людьми. |                         |                             |                     |                                 |              |

## Лезвие(телефильм)
Телевизионная полнометражная лента «Звёздный крейсер „Галактика“: Лезвие», рассказывает о событиях, произошедших на звёздном крейсере «Пегас» с начала Второй сайлонской войны до его встречи с «Галактикой», и первом задании «Пегаса» под командованием Аполло.
| № эпизода | Название                                                                 | Первый показ (UK) | Первый показ (U.S.) | Режиссёр              | Сценарий     | Число выживших |
| --- | ------------------------------------------------------------------------ | ----------------- | ------------------- | --------------------- | ------------ | -------------- |
| 54-55 (401—402) | Battlestar Galactica: Razor (англ. Звёздный крейсер «Галактика»: Лезвие) | 18 декабря 2007   | 24 ноября 2007      | Феликс Энрико Алькала | Майкл Тэйлор | 49 579         |
| Во время Первой сайлонской войны будущий коммандер «Галактики» обнаруживает опасное сайлонское оружие, которое и через 40 лет снова будет преследовать его и его команду. Одновременно раскрываются подробности из жизни экипажа «Пегаса», до его воссоединения с флотом. |                                                                          |                   |                     |                       |              |                |

## Сезон 4 (2008—2009)
Четвёртый сезон телесериала — финальный; включает в себя собственно 20 серий, 10 веб-эпизодов «Лицо врага» и двухчасовой телевизионный фильм «Лезвие» с мини-циклом «Ретроспекция», показанным сперва как отдельная история.

### Эпизоды 1-10
| № эпизода | Название                                                     | Первый показ (UK) | Первый показ (U.S.) | Режиссёр            | Сценарий                   | Число выживших |
| --- | ------------------------------------------------------------ | ----------------- | ------------------- | ------------------- | -------------------------- | -------------- |
| |                                                              |                   |                     |                     |                            |                |
| 56 / 403 (01) | «He That Believeth in Me» (рус. «Тот кто верит в меня»)      | 15 апреля 2008    | 4 апреля 2008       | Майкл Раймер        | Брэдли Томпсон Дэвид Веддл | 39 698         |
| На поле боя неожиданно появляется Кара Трейс. Гай Балтар излечивает безнадежно больного ребёнка. |                                                              |                   |                     |                     |                            |                |
| |                                                              |                   |                     |                     |                            |                |
| 57 / 404 (02) | «Six of One» (рус. «Равенство противоречий»)                 | 15 апреля 2008    | 11 апреля 2008      | Энтони Хемингуэй    | Майкл Анджели              | 39 676         |
| Сайлоны узнали, что последние пять моделей находятся в колониальном флоте. Некоторые сайлоны пытаются остановить модель Кевилов, проводящего лоботомию кораблей-рейдеров. Старбак пытается убедить всех в том, что флот движется в неверном направлении и только удаляется от Земли. |                                                              |                   |                     |                     |                            |                |
| |                                                              |                   |                     |                     |                            |                |
| 58 / 405 (03) | «The Ties That Bind» (рус. «То, что нас связывает»)          | 22 апреля 2008    | 18 апреля 2008      | Майкл Нанкин        | Майкл Тейлор               | 39 676         |
| Старбак ищет Землю на выделенном ей корабле с командой. А в это время политические разногласия и раздоры охватывают не только колониальный флот, но и флот сайлонов. |                                                              |                   |                     |                     |                            |                |
| |                                                              |                   |                     |                     |                            |                |
| 59 / 406 (04) | «Escape Velocity» (рус. «Момент отрыва»)                     | 29 апреля 2008    | 25 апреля 2008      | Эдвард Джеймс Олмос | Джейн Эспенсон             | 39 675         |
| Культ Балтара неуклонно расширяется, вызывая политический раздор на Кворуме Двенадцати и угрожая началом религиозных войн. Психика Тая опять начинает его подводить. |                                                              |                   |                     |                     |                            |                |
| |                                                              |                   |                     |                     |                            |                |
| 60 / 407 (05) | «The Road Less Traveled» (рус. «Непроторённой тропой»)       | 6 мая 2008        | 2 мая 2008          | Майкл Раймер        | Марк Верхейден             | 39 676         |
| Команда Старбак уже на пределе и готова взбунтоваться, положение усугубляется, когда они встречают подбитый сайлонский рейдер с Леобеном на борту. |                                                              |                   |                     |                     |                            |                |
| |                                                              |                   |                     |                     |                            |                |
| 61 / 408 (06) | «Faith» (рус. «Вера»)                                        | 9 мая 2008        | 13 мая 2008         | Майкл Нанкин        | Симус Кевин Фэйхи          | 39 675         |
| На базовом корабле Кара встречается с гибридом и сайлонами-мятежниками, готовыми помочь ей в поисках Земли. |                                                              |                   |                     |                     |                            |                |
| |                                                              |                   |                     |                     |                            |                |
| 62 / 409 (07) | «Guess Whats Coming to Dinner» (рус. «Угадай, что на обед?») | 20 мая 2008       | 16 мая 2008         | Уэйн Роуз           | Майкл Анджели              | 39 673         |
| Двойка, Шестерка и Восьмерка заключают договор с людьми, обещая им помощь в атаке на узел воскрешения, где находится законсервированная Тройка. И люди, и сайлоны мечтают узнать от Д’Анны лица последней пятерки, но и те, и другие приготовили собственный план.                   |                                                              |                   |                     |                     |                            |                |
| |                                                              |                   |                     |                     |                            |                |
| 63 / 410 (08) | «Sine Que Non» (рус. «То, чего нет»)                         | 27 мая 2008       | 30 мая 2008         | Майкл Нанкин        | Симус Кевин Фэйхи          | 39 674         |
| Исчезновение Розлин вызывают новые волнения на «Галактике». Пока Адама занят поисками Розлин, Аполло и Рома пытаются найти ей преемника, а Тай неожиданно оказывается отцом, а затем и командиром «Галактики».                                                                       |                                                              |                   |                     |                     |                            |                |
| |                                                              |                   |                     |                     |                            |                |
| 64 / 411 (09) | «The Hub» (рус. «Узел»)                                      | 10 июня 2008      | 6 июня 2008         | Уэйн Роуз           | Майкл Анджели              | 39 673         |
| А в это время Розлин, Балтар, Хило и остальные пассажиры базового корабля готовятся к уничтожению узла воскрешения. |                                                              |                   |                     |                     |                            |                |
| |                                                              |                   |                     |                     |                            |                |
| 65 / 412 (10) | «Revelations» (рус. «Откровения»)                            | 17 июня 2008      | 13 июня 2008        | Род Харди           | Майкл Тейлор               | 39 665         |
| Д’Анна Бирс и Ли Адама пытаются шантажировать друг друга жизнями заложников, но в конце концов сайлоны и люди приходят к соглашению и вместе устремляются к Земле. |                                                              |                   |                     |                     |                            |                |

### Лицо врага (веб-эпизоды)
| Название | Премьера певого эпизода | Премьера последнего эпизода | Количество эпизодов | Режиссёр  | Сценарий                         |
| --- | ----------------------- | --------------------------- | ------------------- | --------- | -------------------------------- |
| «Battlestar Galactica: The Face of the Enemy» (англ. Звёздный крейсер «Галактика»: Лицо врага) | 12 декабря 2008         | 12 января 2009              | 10                  | Уэйн Роуз | Джейн Эспенсон Симус Кевин Фэйхи |
| Через шесть дней после нахождения Земли, лейтенант Гаета с несколькими членами экипажа «Галактики» отправляется на отдых на корабль «Зефир». Из-за угрозы нападения сайлонов флот совершает экстренный прыжок, а раптор 718 в результате ошибки навигации оказывается в неизвестном месте. В процессе ожидания спасения происходят таинственные убийства. |                         |                             |                     |           |                                  |

### Эпизоды 11-20
| № эпизода | Дата премьеры                                          | Название                                                                | Режиссёр             | Сценарий                   | Число выживших |
| --- | ------------------------------------------------------ | ----------------------------------------------------------------------- | -------------------- | -------------------------- | -------------- |
| 66 / 413 (11) | 20 января 2009 (Великобритания) 16 января 2009 (США)   | «Sometimes a Great Notion» (рус. «Иногда так и хочется»)                | Майкл Нанкин         | Брэдли Томпсон Дэвид Веддл | 39 651         |
| Исследования открывают, что до ядерной войны Землю населяли сайлоны. Следуя за сигналом маяка Старбак находит разбитый вайпер с собственной мёртвой копией. |                                                        |                                                                         |                      |                            |                |
| |                                                        |                                                                         |                      |                            |                |
| 67 / 414 (12) | 27 января 2009 (Великобритания) 23 января 2009 (США)   | «A Disquiet Follows My Soul» (рус. «Беспокойство, что гложет мою душу») | Рональд Д. Мур       | Рональд Д. Мур             | 39 644         |
| Лора Розлин теряет веру в пророчества Пифии и не желает заниматься обязанностями президента. Её место пытается занять Том Зарек, выступая против союза людей и сайлонов. Тайю, похоже, удаётся открыть имя последнего сайлона, а Тирол узнаёт, что он не отец собственному ребёнку.                                                          |                                                        |                                                                         |                      |                            |                |
| |                                                        |                                                                         |                      |                            |                |
| 68 / 415 (13) | 3 февраля 2009 (Великобритания) 30 января 2009 (США)   | «The Oath» (рус. «Присяга»)                                             | Джон Даль            | Марк Верхейден             | 39 643         |
| Том Зарек и Феликс Гейта начинают государственный переворот, пытаясь захватить командование «Галактики» и всех сайлонов, которые находятся в колониальном флоте. |                                                        |                                                                         |                      |                            |                |
| |                                                        |                                                                         |                      |                            |                |
| 69 / 416 (14) | 10 февраля 2009 (Великобритания) 6 февраля 2009 (США)  | «Blood on the Scales» (рус. «Кровь на весах»)                           | Уэйн Роуз            | Майкл Анджели              | 39 603         |
| Адмирал Адама и преданные ему люди дают отпор захватчикам «Галактики». Союз с мятежными сайлонами, а также жизнь Адамы оказываются на кону. |                                                        |                                                                         |                      |                            |                |
| |                                                        |                                                                         |                      |                            |                |
| 70 / 417 (15) | 17 февраля 2009 (Великобритания) 13 февраля 2009 (США) | «No Exit» (рус. «Выхода нет»)                                           | Гвинет Хордер-Пайтон | Райан Моттесхерд           | 39 556         |
| В процессе подготовки Сэма Андерса к операции по извлечению пули, застрявшей у него в мозгу, открываются воспоминания о Последней Пятерке сайлонов. Воскресшая Эллен оказывается в плену у Кэвила. Поскольку «Галактика» начинает терять свою структурную целостность, Уильям Адама просит восстановленного на службе шефа починить корабль. |                                                        |                                                                         |                      |                            |                |
| |                                                        |                                                                         |                      |                            |                |
| 71 / 418 (16) | 24 февраля 2009 (Великобритания) 20 февраля 2009 (США) | «Deadlock» (рус. «Тупик»)                                               | Роберт М. Янг        | Джейн Эспенсон             | 39 556         |
| Эллен Тай при помощи Бумер удаётся вернуться на «Галактику», где её встречает не только муж, но и беременная Шестёрка. Нарастающее напряжение на корабле делит сайлонов на два лагеря: тех, кто хочет покинуть флот, и тех, кто хочет остаться.                                                                                              |                                                        |                                                                         |                      |                            |                |
| |                                                        |                                                                         |                      |                            |                |
| 72 / 419 (17) | 3 марта 2009 (Великобритания) 27 февраля 2009 (США)    | «Someone to Watch Over Me» (рус. «Страж мой»)                           | Майкл Нанкин         | Брэдли Томпсон Дэвид Вэддл | 39 556         |
| В музыкальных воспоминаниях Старбак слышатся тревожные нотки. Шеф Тирол навещает Бумер в камере, и в результате осложняет жизнь себе и остальным. Все Восьмёрки похожи одна на другую. |                                                        |                                                                         |                      |                            |                |
| |                                                        |                                                                         |                      |                            |                |
| 73 / 420 (18) | 2009 (Великобритания) 6 марта 2009 (США)               | «Islanded in a Stream of Stars» (рус. «В звёздном потоке»)              | Эдвард Джеймс Олмос  | Майкл Тэйлор               | 39 521         |
| Время принимать окончательные решения. Спасать «Галактику»? Спасать Геру? Спасать самих себя? Развязка близится, и времени остаётся совсем немного. |                                                        |                                                                         |                      |                            |                |
| |                                                        |                                                                         |                      |                            |                |
| 74 / 421 (19) | 2009 (Великобритания) 13 марта 2009 (США)              | «Daybreak. Part 1» (рус. «Рассвет. Часть 1»)                            | Майкл Раймер         | Рональд Д. Мур             | 39 516         |
| Координаты загадочной Колонии становятся известны благодаря Сэму Андерсу. Адмирал Адама не спешит прощаться с «Галактикой» и набирает добровольцев для особого задания. Начинается новая глава в истории Человечества — станет ли она последней?                                                                                             |                                                        |                                                                         |                      |                            |                |
| |                                                        |                                                                         |                      |                            |                |
| 75 / 422 (20) | 2009 (Великобритания) 20 марта 2009 (США)              | «Daybreak. Part 2» (рус. «Рассвет. Часть 2»)                            | Майкл Раймер         | Рональд Д. Мур             | 39 406         |
| Финал фантастической саги. |                                                        |                                                                         |                      |                            |                |

## План(телефильм)
Телевизионная полнометражная лента «Звёздный крейсер „Галактика“: План» по-новому (со стороны сайлонов) раскрывает события, происходившие в сериале в период с начала атаки на Двенадцать колоний до высадки людей на планете Новая Каприка.
| № эпизода | Название                                            | Первый показ (UK) | Первый показ (U.S.) | Режиссёр            | Сценарий       | Число выживших |
| --- | --------------------------------------------------- | ----------------- | ------------------- | ------------------- | -------------- | -------------- |
| 76 / 423 | The Plan (англ. Звёздный крейсер «Галактика»: План) | 10 мая 2010       | 27 октября 2009     | Эдвард Джеймс Олмос | Джейн Эспенсон | не указано     |
| В фильме более подробно описывается подготовка и ведение Второй сайлонской войны и уничтожение 12 Колоний, раскрывается история соединения с Колониальным Флотом некоторых персонажей сериала и проникновения сайлонов во Флот, действие агентов влияния, а также проведение Первой моделью — Джоном Кэвилом операции по уничтожению Звездного крейсера «Галактика» и ведомого им Колониального Флота, и неудача из-за появления у сайлонов человеческих чувств. |                                                     |                   |                     |                     |                |                |

## Выпуск на DVD и Blu-ray
| Название DVD | Название DVD    | Эпизоды      | Регион 1 (Северная Америка)                 | Регион 2 (Европа)                                | Регион 4 (Австралия)                             | Регион 5 (Россия)                | Blu-ray Disc    |
| ------------ | --------------- | ------------ | ------------------------------------------- | ------------------------------------------------ | ------------------------------------------------ | -------------------------------- | --------------- |
|              | Мини-сериал     | 2            | 28 декабря 2004                             | 1 марта 2004                                     | 16 апреля 2004                                   | 31 мая 2011 (вместе 1-м сезоном) | н/д             |
|              | Первый сезон    | 13           | 20 сентября 2005                            | 28 марта 2005                                    | 15 августа 2005                                  | 31 мая 2011                      | 5 января 2010   |
|              | Второй сезон    | 20           | 2.0: 20 декабря 2005; 2.5: 19 сентября 2006 | 28 августа 2006                                  | 4 апреля 2007                                    | н/д                              | 6 апреля 2010   |
|              | Третий сезон    | 20           | 25 марта 2008                               | 3 сентября 2007                                  | 20 ноября 2007                                   | н/д                              | 27 июля 2010    |
|              | Лезвие          | фильм        | 4 декабря 2007                              | 26 декабря 2007                                  | 20 августа 2007                                  | н/д                              | 28 декабря 2010 |
|              | Четвёртый сезон | 20           | 4.0: 6 января 2009; 4.5: 28 июля 2009       | Season 4: 6 октября 2008; The Final: 1 июня 2009 | Part 1: 3 декабря 2008; Part 2: 28 июля 2009     | н/д                              | 4 января 2011   |
|              | План            | фильм        | 27 октября 2009                             | 10 мая 2010                                      | 7 декабря 2009                                   | н/д                              | 4 января 2011   |
|              | Полный комплект | 75; Лезвие   | 28 июля 2009                                | 21 сентября 2009                                 | н/д                                              | н/д                              | 28 июля 2009    |
|              | Полный комплект | 75; 2 фильма | 6 апреля 2010                               | н/д                                              | 7 декабря 2009 (оригинал и ремейк); 8 марта 2010 | н/д                              | 6 апреля 2010   |

Премьерный показ мини-сериала состоялся в Великобритании 1 марта 2004, а в США и Канаде 28 декабря 2004, и включал в себя вырезанные сцены, аудиокомментарии, и видео со съемочной площадки.
Первый сезон был выпущен на DVD 28 марта 2005 и 20 сентября 2005 в Великобритании и Северной Америке соответственно и включали вырезанные сцены. Американский вариант включал ещё и другие дополнительные материалы.
Второй сезон был издан одним целым в Великобритании, и двумя отдельными томами в США, повторяя перерыв в показе посреди сезона. Каждый Американский том содержит половину сезона, включая удаленные сцены и подкасты ранее доступные на официальном сайте. Сезон 2.5 также включал расширенную версию серии «Пегас», последнего эпизода первой половины сезона. DVD региона 2 включали расширенную версию серии «Пегас», также комментарии и удаленные сцены релиза США 2.0, но не содержали комментариев и удаленных сцен с релиза США 2.5.

## Доступ к сериалу онлайн
В январе 2006 года компания Apple начала продажу мини-сериала и первых двух сезонов на американском сайте iTunes Store. По мере выхода сезонов для просмотра онлайн и скачивания стали доступны и остальные серии.